# Vòng loại giải bóng đá vô địch U-15 quốc gia 2023
Giải bóng đá Vô địch U-15 Quốc gia 2023 là mùa giải thứ 24 của giải bóng đá U-15 quốc gia do Liên đoàn bóng đá Việt Nam (VFF) tổ chức. Đây là giải đấu dành cho các cầu thủ từ 14 đến 15 tuổi (Sinh từ ngày 1/1/2008 tới ngày 31/12/2009). Vòng loại giải bóng đá vô địch U-15 quốc gia 2023 được diễn từ ngày 11 tháng 7 tới ngày 3 tháng 8 tại 5 địa điểm.

## Bốc thăm mã số
| Pos | Đội bóng                   |
| --- | -------------------------- |
| A1  | Viettel                    |
| A2  | Đông Á Thanh Hóa (bỏ giải) |
| A3  | PVF–CAND                   |
| A4  | Hà Nội                     |
| A5  | Phú Thọ                    |
| A6  | Hải Phòng                  |

| Pos | Đội bóng          |
| --- | ----------------- |
| A1  | PVF               |
| A2  | Bắc Ninh          |
| A3  | Huế               |
| A4  | Công an Hà Nội    |
| A5  | Hồng Lĩnh Hà Tĩnh |
| A6  | Sông Lam Nghệ An  |